# Ramones Mania Vol. 2
Ramones Mania Vol. 2 – kompilacyjny album zespołu Ramones wydany 18 kwietnia 2000. Zawiera nagrania znane z płyt: Brain Drain, Mondo Bizarro, Acid Eaters, ¡Adios Amigos! i Greatest Hits Live.

## Lista utworów
1. „Censorshit” (Joey Ramone) – 3:25
2. „Poison Heart” (Dee Dee Ramone/Daniel Rey) – 4:03
3. „Strength To Endure” (Dee Dee Ramone/Daniel Rey) – 2:59
4. „It's Gonna Be Alright” (Joey Ramone/Andy Shernoff) – 3:19
5. „Take It As It Comes” (Jim Morrison/John Densmore/Robby Krieger/Ray Manzarek) – 2:07
6. „I Won't Let It Happen” (Joey Ramone/Andy Shernoff) – 2:20
7. „Touring” (Joey Ramone) – 2:50
8. „Journey To the Center of the Mind” (Ted Nugent/Steve Farmer) – 2:51
9. „Substitute” (Pete Townshend) – 3:14
10. „Somebody to Love” (Darby Slick) – 2:31
11. „7 and 7 Is” (Arthur Lee) – 1:50
12. „My Back Pages” (Bob Dylan) – 2:26
13. „Have You Ever Seen The Rain?” (John Fogerty) – 2:21
14. „I Don't Want To Grow Up” (Tom Waits/Kathleen Brennan) – 2:43
15. „The Crusher” (Dee Dee Ramone/Daniel Rey) – 2:24
16. „Life's a Gas” (Joey Ramone) – 3:32
17. „Take the Pain Away” (Dee Dee Ramone/Daniel Rey) – 2:41
18. „I Love You” (Johnny Thunders) – 2:19
19. „Cretin Family” (Dee Dee Ramone/Daniel Rey) – 2:07
20. „Have a Nice Day” (Marky Ramone/Garret Uhlenbrook) – 1:38
21. „Got a Lot To Say” (C.J. Ramone) – 1:39
22. „She Talks To Rainbows” (Joey Ramone) – 3:12
23. „Spiderman” (Robert Harris / Paul Francis Webster) – 2:05
24. „Anyway You Want It” (Dave Clark) – 2:18
25. „R.A.M.O.N.E.S.” (Motörhead) – 1:22